# Kherkh, Selenge
Kherkh (tiếng Mông Cổ: Хэрх) là một khu định cư kiểu đô thị ở sum Mandal, tỉnh Selenge, Mông Cổ. Nó nằm cách trung tâm thành phố Züünkharaa 5 km về phía nam, chia tách bởi sông Kharaa Gol (Mandal Gol). Kherkh có một cây cầu và một con đường được lát kết nối với thành phố.